# Cornisa cantábrica

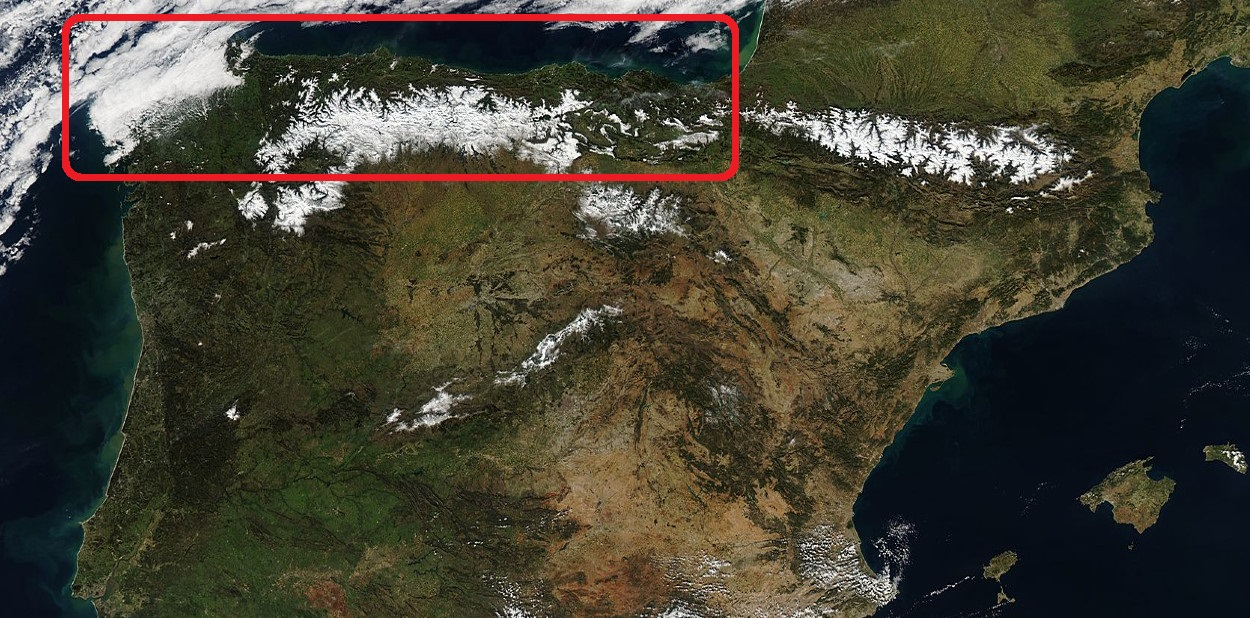
Vista satelital de la cornisa cantábrica, comprendida entre el mar Cantábrico y la cordillera Cantábrica

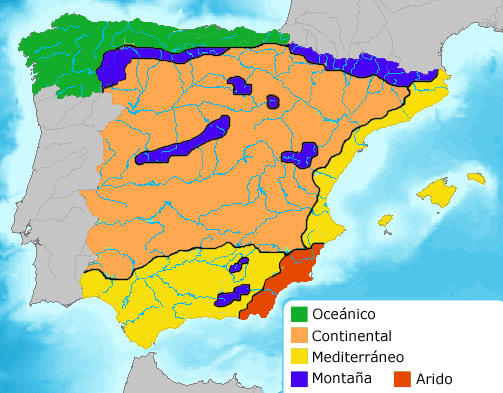
El clima de esta región geográfica es fundamentalmente de tipo oceánico templado y húmedo.

Se conoce como cornisa cantábrica o región cantábrica el reborde montañoso septentrional de la península ibérica encarado al mar Cantábrico, delimitado al sur por la cordillera Cantábrica y que abarca a su vez la mayor parte de la España húmeda, es decir, la parte de España que presenta un clima oceánico.
De marcada influencia atlántica, este territorio lo conforman las comunidades autónomas uniprovinciales de Asturias y Cantabria, las provincias de Vizcaya y Guipúzcoa en el País Vasco, parte de la provincia de Lugo en Galicia, el norte de las provincias de León, Palencia, Burgos, en Castilla y León, y el noroeste de Navarra.

## Toponimia
Etimológicamente, su nombre proviene del término dado por las fuentes romanas para referirse a los habitantes de la antigua Cantabria.

[...] fluvium Hiberum: is oritur ex Cantabris, magnus atque pulcher, pisculentus.
[...] el río Ebro: nace en tierra de cántabros, grande y hermoso, abundante en peces.
Marco Porcio Catón, «el Viejo». Orígenes (VII), 195 a. C.

## Clima
El clima de esta región geográfica es fundamentalmente de tipo oceánico templado y húmedo, caracterizándose por una mayor frecuencia de vientos de componente norte. La temperatura media anual de la zona es de 13 °C y la diferencia entre la máxima temperatura del año (agosto) y la mínima (enero) es de 12 °C. Esto hace de la Región Cantábrica la zona con amplitud térmica más baja de la península ibérica.
La insolación es de 1700 horas de sol anuales y la precipitación media es de 1800 l/m² con un promedio de 150 a 200 días de lluvia al año.

## Naturaleza
Las ecorregiones que se encuentran en la cornisa cantábrica son el bosque mixto cantábrico y el bosque montano del noroeste de la península ibérica.
Las principales especies nativas de este bioma son los robledales y los hayedos, con reductos de castaños, abedules, tejos y acebos. Sin embargo, desde la segunda mitad del siglo xx, en algunas zonas (especialmente en áreas costeras), los bosques nativos han sido sustituidos por plantaciones de eucalipto blanco y pino insigne para su explotación comercial en la industria maderera y papelera.

## Galería de imágenes

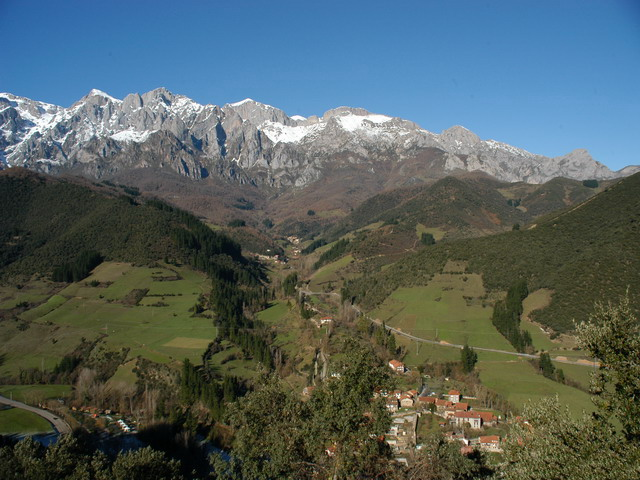
Los Picos de Europa.
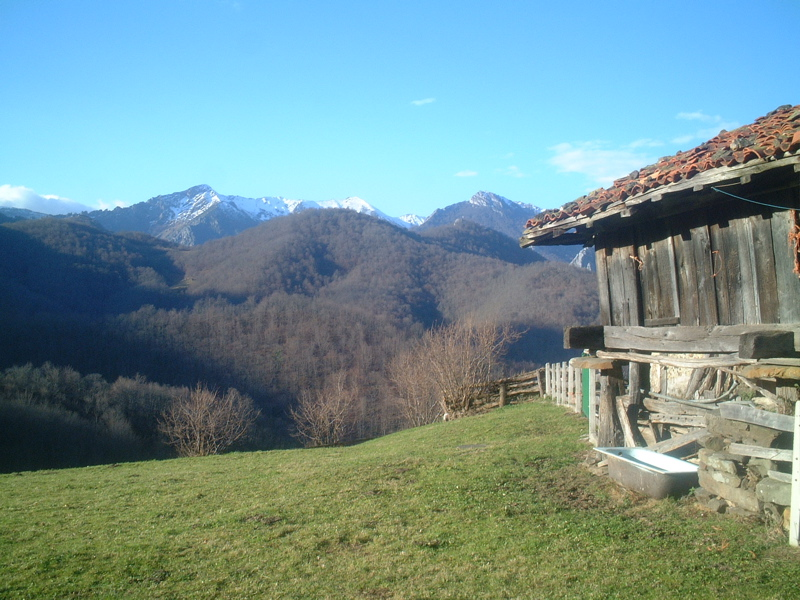
Hórreo en Asturias.
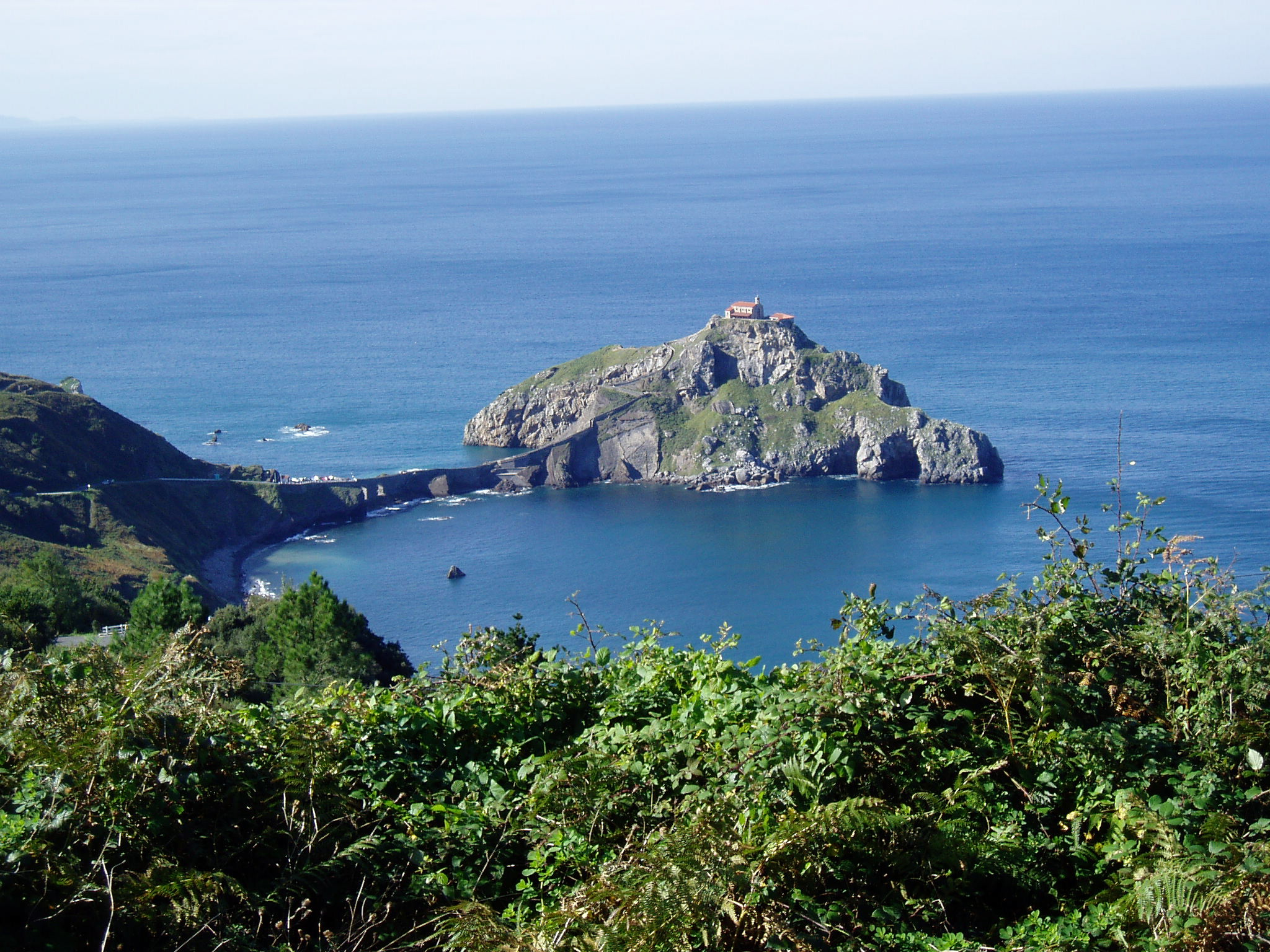
Costa Vasca.
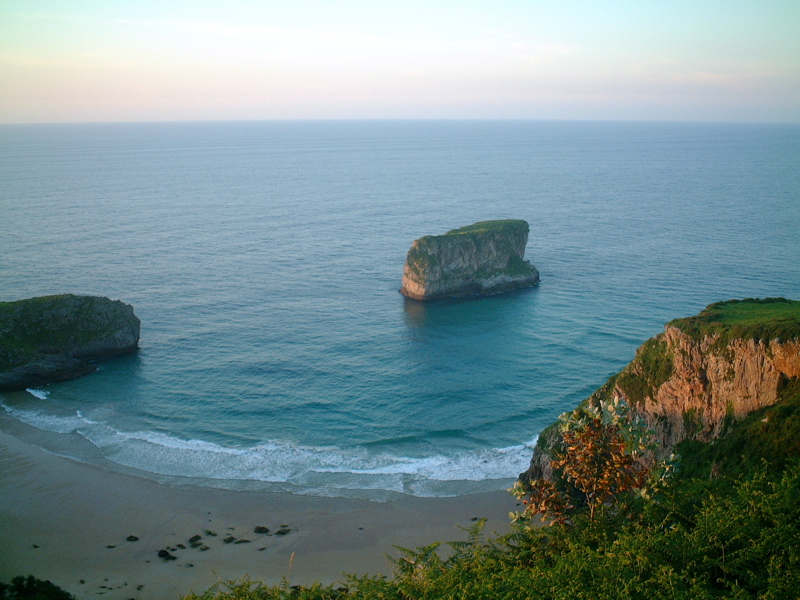
Costa de Asturias.
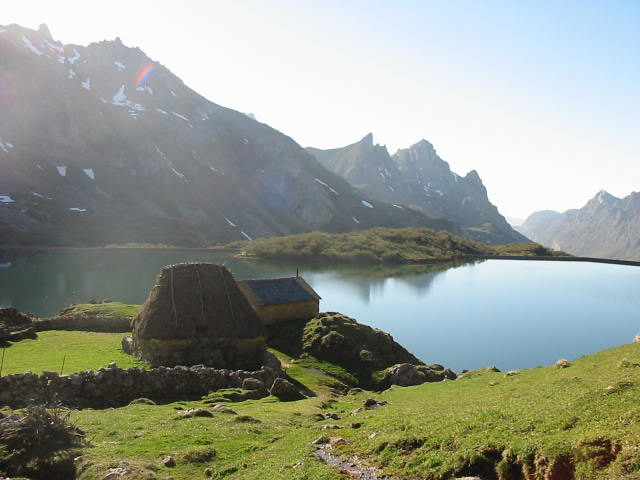
Somiedo, Asturias.
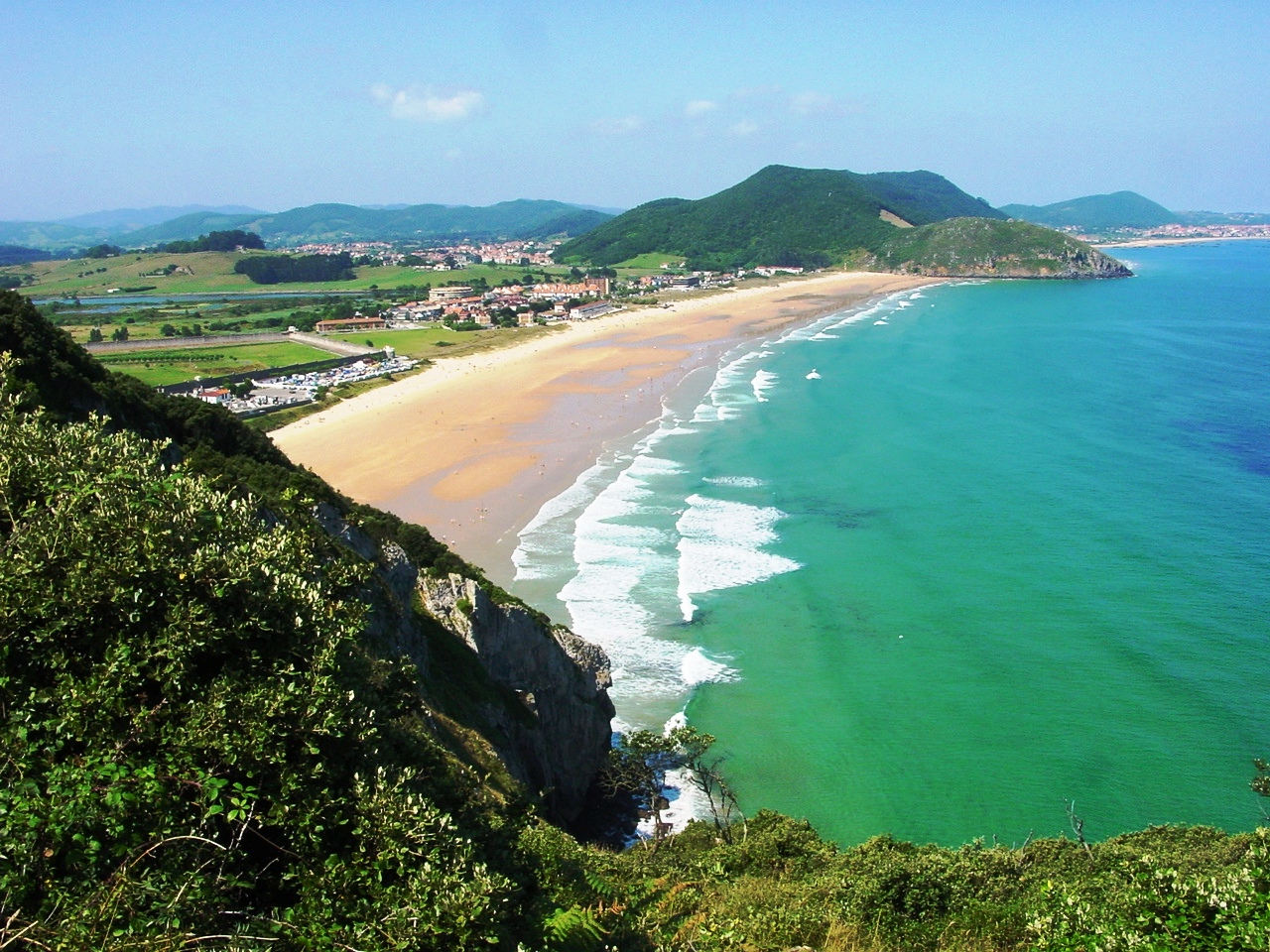
Playa de Berria, Cantabria.
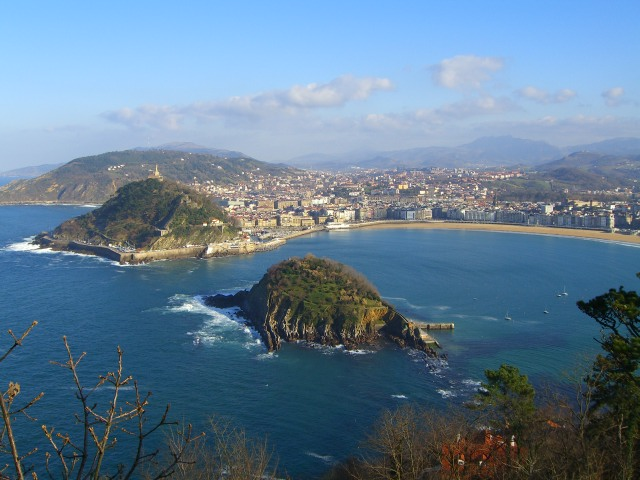
San Sebastián, Guipúzcoa.
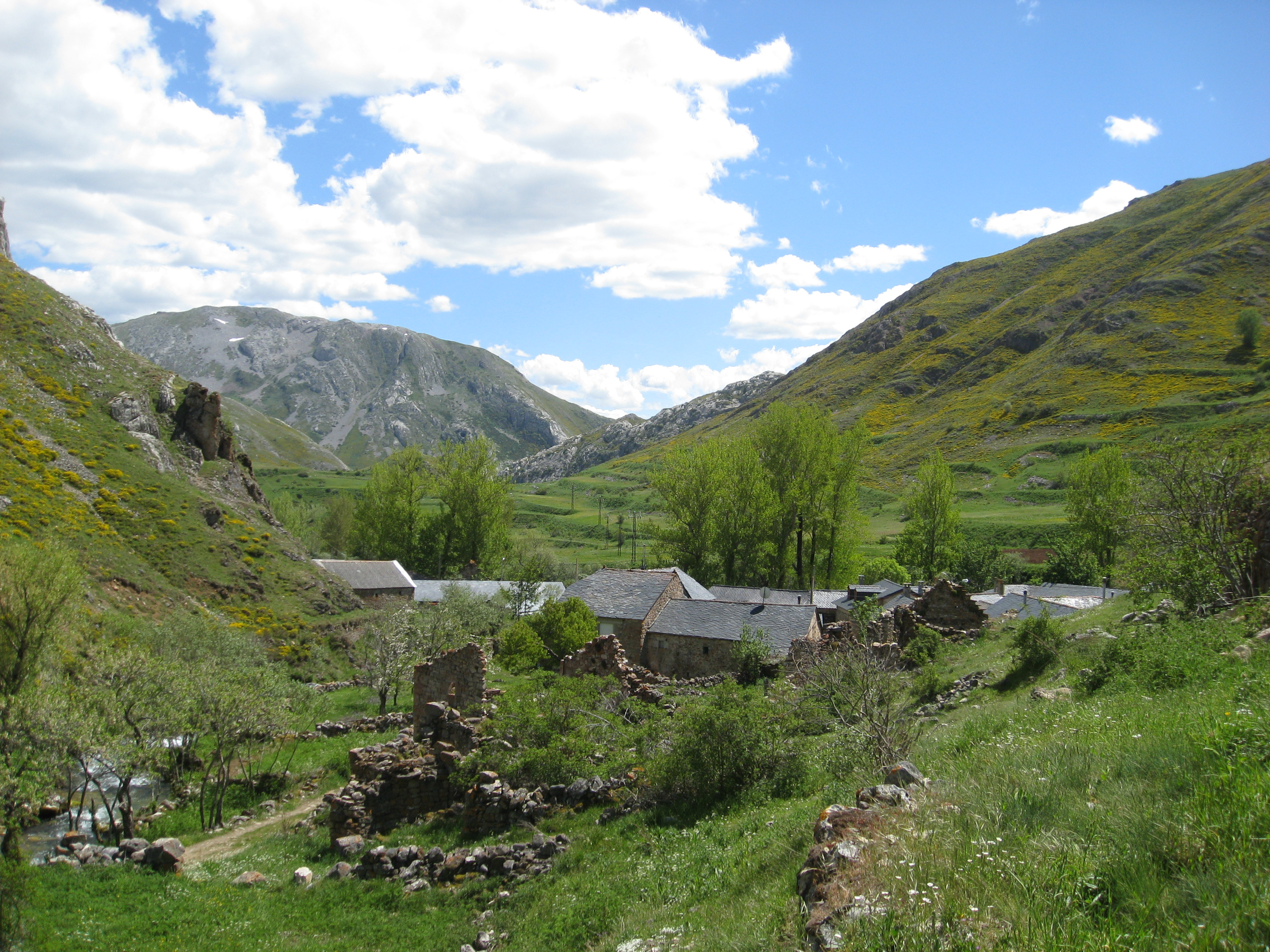
La Cueta, Babia